# デ・ハビランド ジプシー

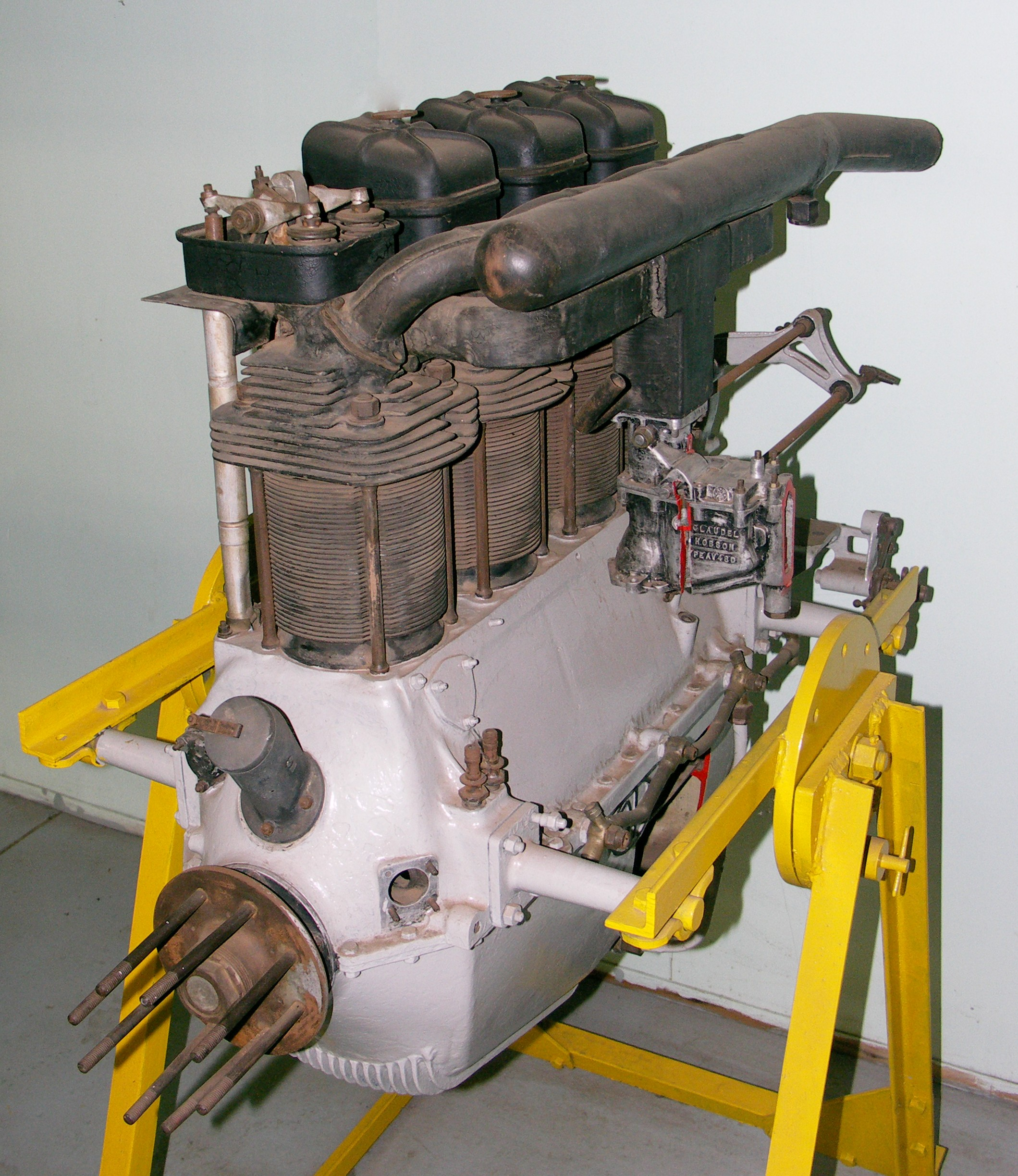
ジプシーII

デ・ハビランド ジプシー（De Havilland Gipsy）は、1927年にフランク・ハルフォードが設計した航空機用空冷直列4気筒エンジンで、デ・ハビランド DH.60 モスに搭載されていたADC シーラスを代替するために開発された、当初は排気量5リットルの正立直列5気筒エンジンとして開発されたが、後の改良型は排気量と出力を増大させたうえで倒立エンジンとして設計された。
ジプシーは、戦間期の代表的なスポーツ航空機用エンジンの1つとして、第二次世界大戦後に至るまで、軽飛行機、練習機、連絡機、エアタクシーなどに英米でに広く使われた。ジプシーは、デ・ハビランド・エアクラフトが軽飛行機メーカーおよびエンジンメーカーとして発展する基礎となった。
ジプシーは、現在もヴィンテージ軽飛行機のエンジンとして稼働している。

## 設計と開発
ADC シーラスと同様、航空機製造者のジェフリー・デ・ハビランドとエンジン設計者のフランク・ハルフォードが協働して開発された。シーラスとジプシーは、どちらもDH.60に搭載された。

### シーラスの開発
1925年、ジェフリー・デ・ハビランドは、スポーツ軽飛行機で使用できる信頼性が高く安価なエンジンを探していた。それは、自身のお気に入りである第一次世界大戦で使われた240 hp (180 kW) の空冷V型8気筒エンジン ルノー 8Gを重量・出力とも半分にしたようなものであった。ハルフォードは、ルノー 8Gの半分となる4気筒のクランクケースを作り、そこにルノー 8Gのシリンダーを半セット、さらにルノー製の部品や自動車エンジンでも使用される標準部品を組み合わせて、デ・ハビランドの望むエンジンを作り上げた。完成した直列4気筒エンジンの出力は 60 hp (45 kW) に留まり、馬力こそ不足していたものの当時の軽飛行機用エンジンのすべてと比べても優れていた。最も重要なことは、競合他社が高高度での飛行に適合させたオートバイ用エンジンだったのに対し、シーラスは真の航空用エンジンであったことである。エンジンを確保したデ・ハビランド・エアクラフトはDH.60の生産を開始したが、信頼性の高い動力源と信頼性の高い機体を組み合わせたDH.60により、英国での本格的なスポーツ飛行の歴史が開かれた。
しかし、引きも切らぬ好調な受注が仇となって、1927年までにはシーラスを生産するためのルノー製部品が枯渇し始めた。DH.60はデ・ハビランド・エアクラフトの稼ぎ柱であり、その生産が止まることは同社にとって死活問題であったことから、自前のエンジン工場を立ち上げることを決定した。ジェフリー・デ・ハビランドは旧友ハルフォードを再び訪ねて自社工場で生産するための新たな航空エンジンの開発を依頼した。こうして開発されたのが出力105 hp (78 kW) のシーラス ヘルメスであった。

### DH.71 タイガー・モス・レーサー
ハルフォードとデ・ハビランドはすぐさま135 hp (101 kW) を発揮する試作エンジンの開発で合意し、これを100 hp (75 kW) にディレーティングしたものが生産モデルとなった。ハルフォードがエンジンを開発する間、デ・ハビランドはそのエンジンを載せるテストベッドとして小型レース機 DH.71 を設計した。2機のDH.71が製造され、いささか自信過剰気味のタイガー・モスと命名されたが、レースでの戦績は無難なもので、唯一見るべき成果はその重量クラスにおける世界最高速度記録 186 mph (299 km/h) を達成したことであった。DH.71はレースでは成功しなかったが、新エンジンの開発という目的は達成された。100 hp (75 kW) を発揮する新エンジンの量産モデルはジプシーと名付けられた。

### 技術的特徴
シーラスと同様、ジプシーは空冷直列4気筒エンジンで、重量はわずか300ポンド (140 kg)、定格出力は2,100rpm時に98 hp (73 kW) 、ボア×ストロークは4.5 in (110 mm)×5 in (130 mm) で排気量 319 cu in (5.23 l) であった。まもなく改良されて120 hp (89 kW) を発揮するジプシーIIとなり、どちらを搭載したものもDH.60G ジプシー・モスと呼ばれた。ジプシーは特性が素直でメンテナンスも簡単なエンジンで、ジプシー・モスが多くの長距離飛行をこなしたことで信頼性も高いことが証明された。

### ジプシー・メジャーの誕生

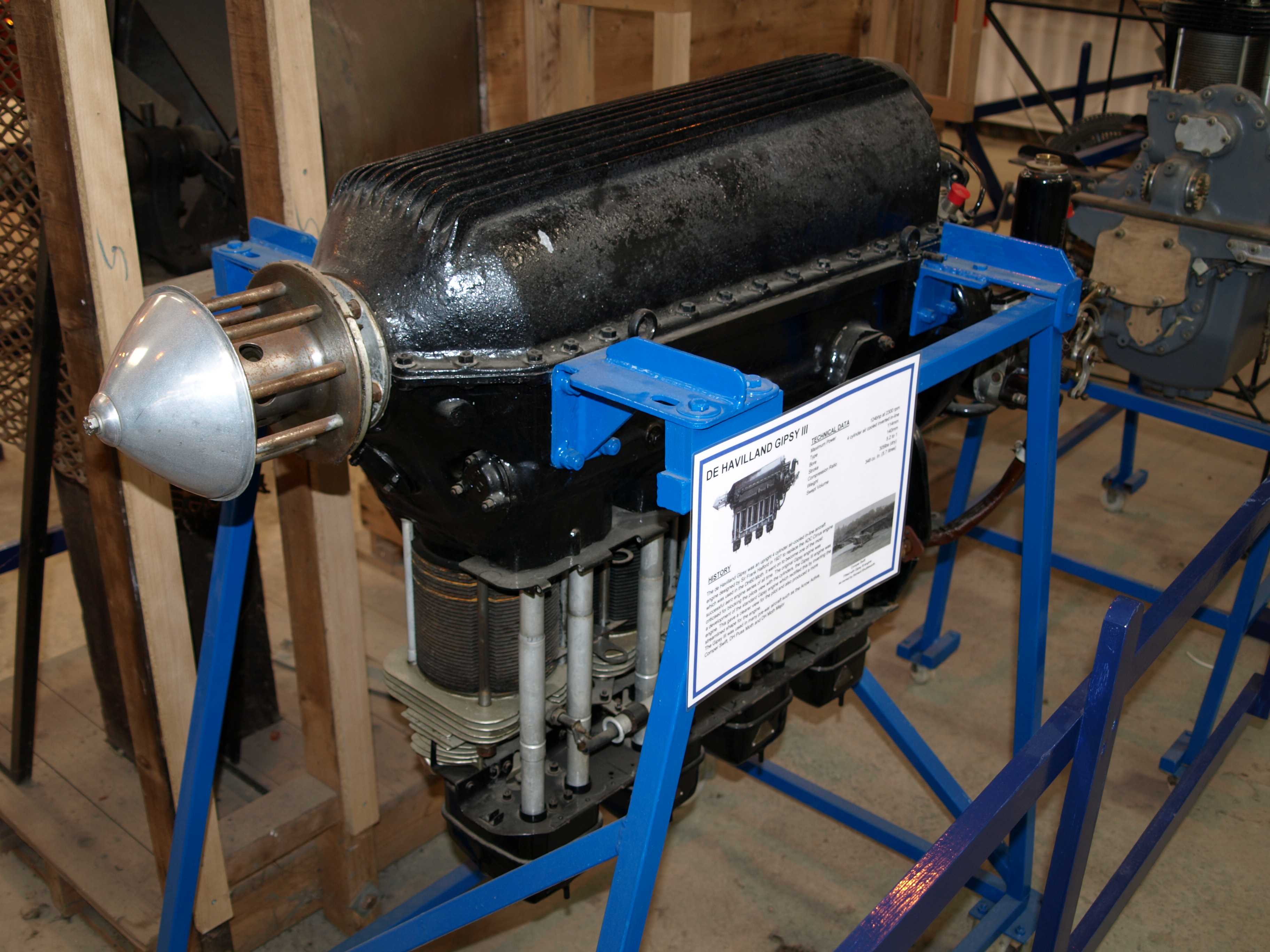
シャトルワース・コレクションに保存されているデ・ハビランド ジプシーIII

ジプシーは優れたエンジンであったが、1つ大きな欠点があった。正立エンジンだったため、クランク・シャフトの上にあるシリンダー・ブロックが胴体上部から突き出てパイロットの視界を妨げていた。クランク・シャフトはプロペラに直接接続されるため、ハードランディングしたときや不整地でプロペラが地面に接触して破損しないようにする都合上、エンジンの位置を下げることもできなかった。解決策は、一部のパイロットが「キャブレターと燃料タンクがさかさまにさえならなければ、モスで背面飛行できる」と自慢していたことからもたらされた。この言葉を聞いたハルフォードは、ジプシーを倒立させたうえで、キャブレターを反転（倒立させたものを反転させているので、キャブレターは正立）させてテストすることにした。これは正立時と同様に完璧に動作したので、ジプシーIとIIの生産ラインはすぐさま倒立4気筒エンジンのジプシーIIIの生産ラインに切り替えられた。ジプシーIIIを搭載した機体はDH.60G-IIIとなったが、ジプシーIIIはまもなくジプシー・メジャーに発展したため、DH60G-IIIはモス・メジャーと呼ばれるようになった。
DH.60の成功により、デ・ハビランド・エアクラフトは新たなスポーツ航空機と練習機の生産にも取り組むようになり、その機体にはすべて自社のジプシーシリーズが搭載された。さらには他の航空機メーカー向けにもジプシーを製造するようになり、特にジプシー・メジャーはイギリスのみならず海外の多くの軽飛行機で選定されるエンジンとなった。その中で特に注目すべき機体は、第二次世界大戦中に練習機として数多のパイロットを育てたDH.82 タイガー・モスである。

## 派生型

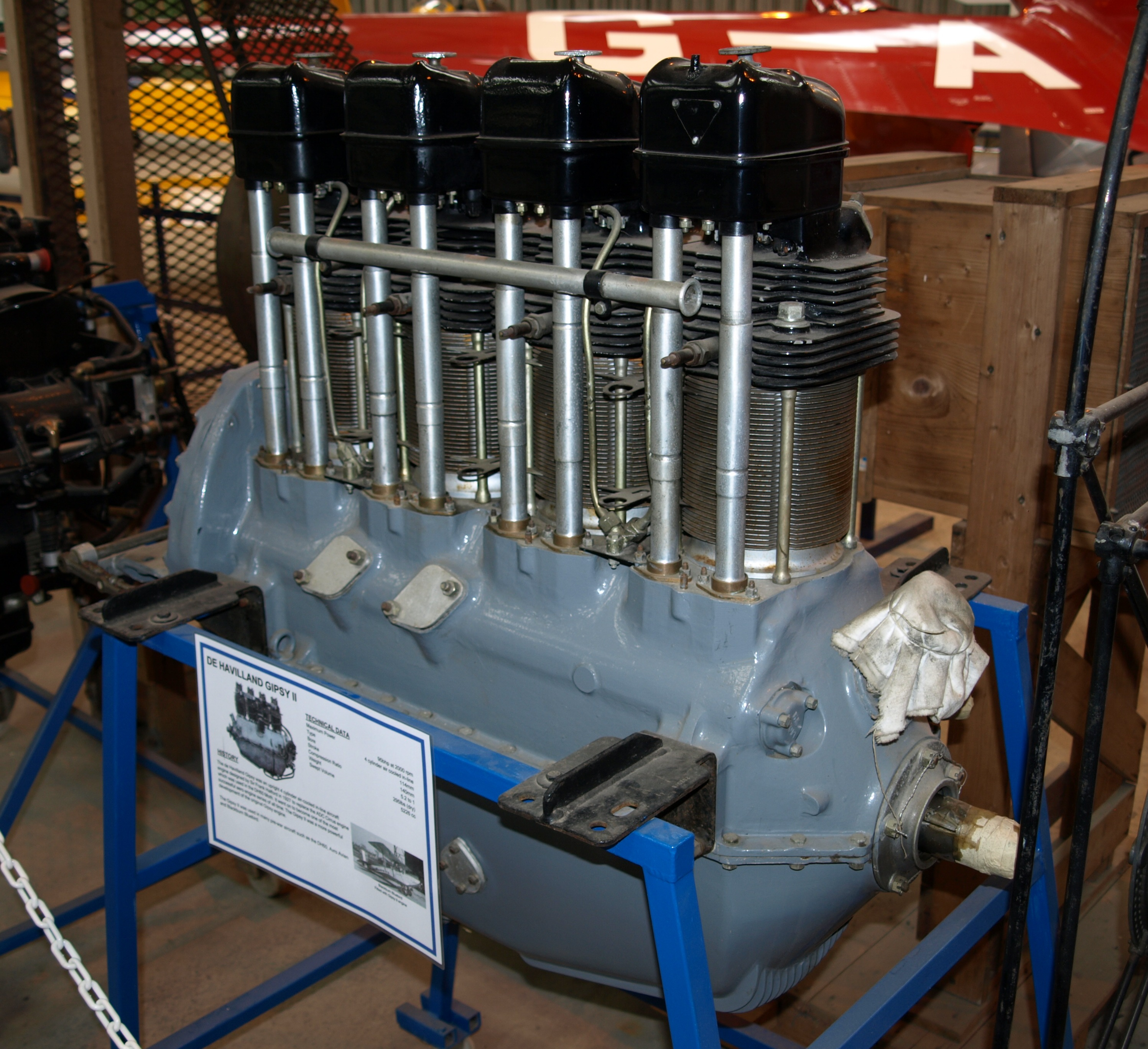
シャトルワース・コレクションに展示されているジプシーII

ジプシーI
最初に量産されたモデル。1,445基生産。
ジプシーII
ストロークを5.5インチ（140 mm）に延長し、出力120hp (90kW)/2,300rpmとしたモデル。309基生産。
ジプシーIII
ジプシーIIを倒立エンジンとしたモデル。611基生産。
ジプシーIV
ジプシーIIIから派生した軽量スポーツ航空機向けの小型倒立直列4気筒エンジン。ジプシー・マイナーの原型となった。出力82hp（61kW）。
ジプシー・メジャー
ジプシーIIIの発展型。出力は当初130hp（92kW）だったが、後に141hp（105kW）、さらに145hp（110kW）に改良された。
ジプシー・マイナー
ジプシーIVの発展型。出力90hp（67kW）。
ジプシーR
DH.71 タイガー・モスに搭載されたレース用エンジン。 2,850rpm時に135hp（100kW）を発揮した。
ライト＝ジプシー L-320
ジプシーIをアメリカ合衆国のライト社でライセンス生産したモデル。

## 採用機
一覧はラムスデンによる。ジプシー・マイナーおよびジプシー・メジャーは含まない。

### ジプシーI
- アブロ アヴィアン
- バルテル BM-4
- ブラックバーン ブルーバードIV
- ブレダ Ba.15

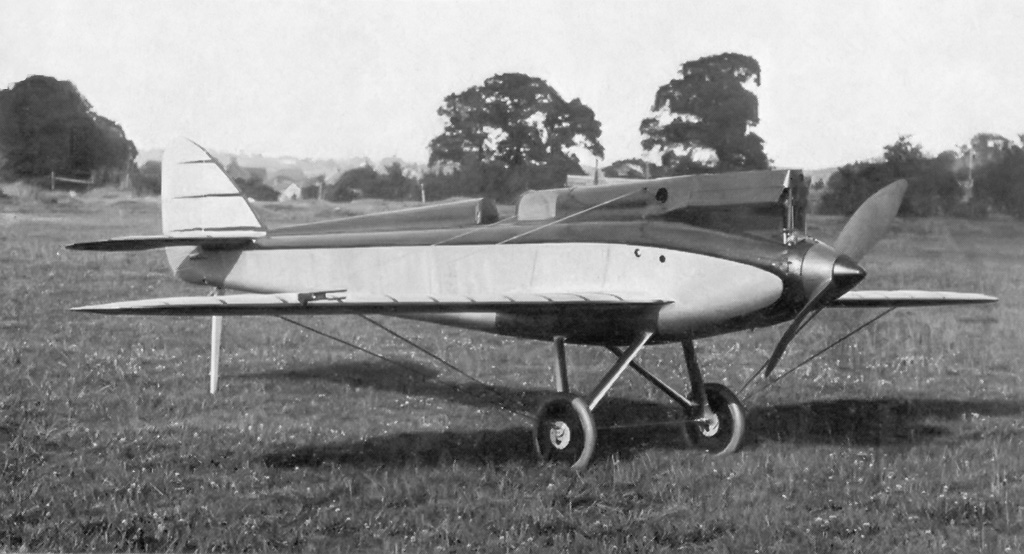
DH.71 タイガー・モス・レーサー

- デ・ハビランド DH.60G ジプシー・モス
- デ・ハビランド DH.60T ジプシー・モス・トレーナー
- デ・ハビランド DH71 タイガー・モス・レーサー
- PZL.5
- シモンズ スパルタン
- サザン マートレット
- スパルタン アロー
- ウエストランド ウィジョン

### ジプシーII
- エアスピード フェリー
- アブロ アヴィアン
- ブラックバーン ブルーバードIV

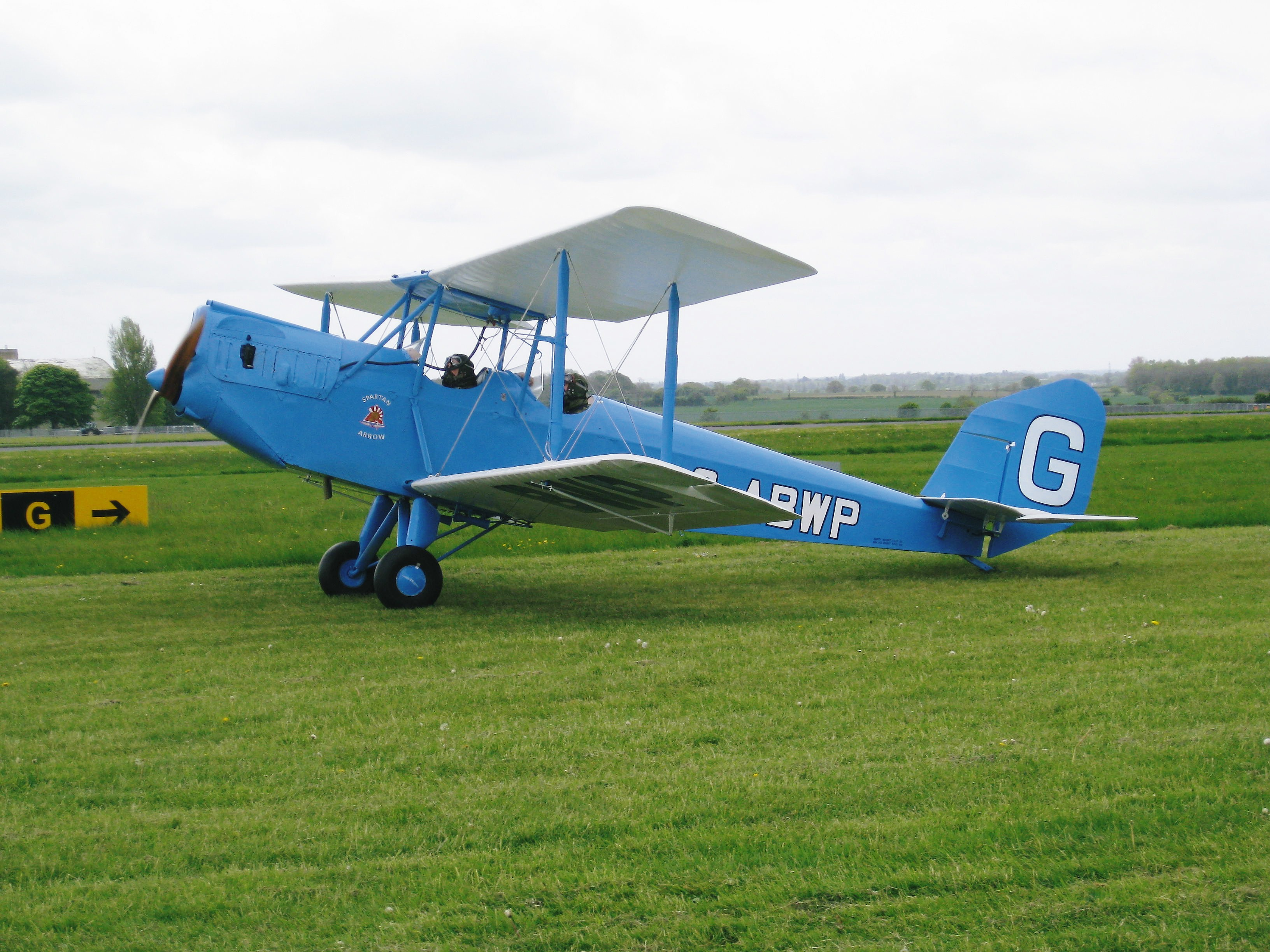
ジプシーを搭載したスパルタン アロー

- デ・ハビランド DH.60G ジプシー・モス
- デ・ハビランド DH.60T ジプシー・モス・トレーナー
- PZL.5
- RWD-4
- サロ カティ・サーク
- サロ ウィンドホバー
- ショート ムッセル
- シモンズ スパルタン
- サザン マートレット
- スパルタン アロー
- スパルタン スリーシーター

### ジプシーIII
- エアスピード フェリー
- アロー アクティブ
- アブロ アヴィアン
- バーテル BM-4
- ブラックバーン ブルーバードIV
- ブラックバーン B-2
- ブラックバーン＝サロ ミーティア
- ブロック MB.90
- ブレダ Ba.33
- シエルバ C.24
- コンパー スウィフト
- ダルムシュタット D-22

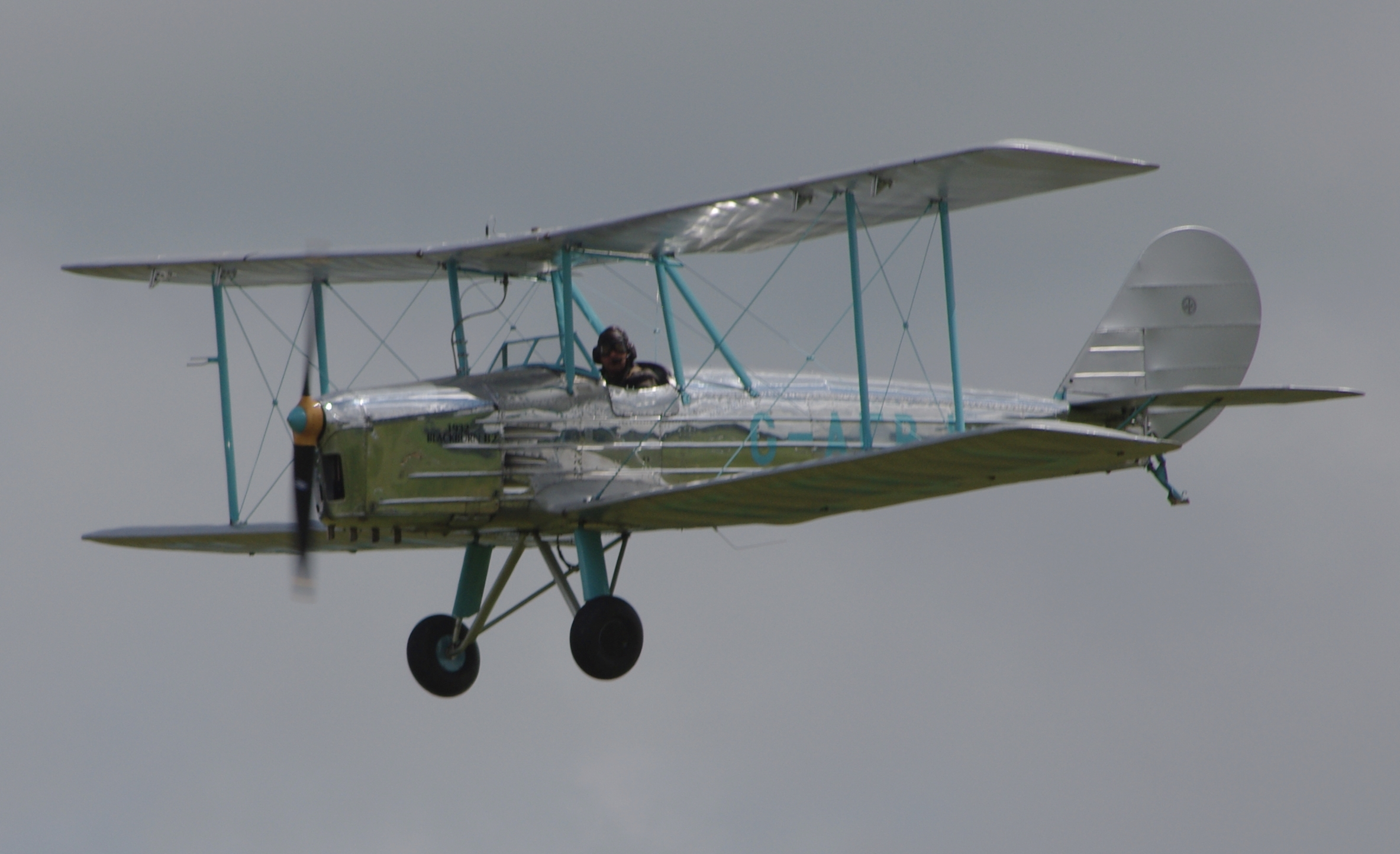
動態保存されているブラックバーン B-2

- デ・ハビランド DH.83 フォックス・モス
- デ・ハビランド DH.60G ジプシー・モス
- デ・ハビランド DH.87 ホーネット・モス
- デ・ハビランド DH.60III モス・メジャー
- デ・ハビランド DH.85 レパード・モス
- デ・ハビランド DH.80A プス・モス
- デ・ハビランド DH.82A タイガー・モスI
- デ・ハビランド T.K.1
- デソーターMk.II
- ハインケル He 64C
- クレム Kl26
- クレム Kl27
- クレム Kl32
- マイルズ ホーク
- マイルズ ホーク・メジャー
- パンデル P-3
- PZL.19
- サロ カティ・サーク
- サロ＝パーシヴァル メイルプレーン
- スパルタン クルーザー
- ウェストランド＝ヒル プテロダクチル

### ジプシーIV
- デ・ハビランド DH.81 スワロー・モス

### ジプシーR
- デ・ハビランド DH.71 タイガー・モス・レーサー

## 現存機
2010年10月時点で、イギリスにはジプシーを搭載したDH.60が17機ほど登録されている。ただし、そのすべてが飛行可能なわけではない。

## 展示エンジン
保存エンジンは以下の場所で展示されている。
- デ・ハビランド・エアクラフト・ヘリテージ・センター
- イギリス空軍博物館コスフォード館
- シャトルワース・コレクション
- オールド・ラインベック・エアロドローム[8]

## 仕様（ジプシーI）
出典： 
諸元
- タイプ： 空冷直列4気筒
- シリンダー直径： 4.5 in (114.3 mm)
- ストローク： 5.0 in (127 mm)
- 体積： 318.1 in3 (5.21 L)
- 全長： 40.5 in (1028.5 mm)
- 全幅： 20 in (508 mm)
- 全高： 29.9 in (759.5 mm)
- 重量： 285 lb (129.3 kg)

機構
- バルブ: OHV
- 燃料システム： ゼニス製キャブレター
- 燃料： 石油 (非航空用グレード燃料も使用可)
- 冷却システム： 空冷

性能
- 出力： 85 hp (1,900 rpm、海面高度)
- 圧縮比： 5:1
- 出力重量比： 0.3 hp/lb

## 関連書籍
- Bransom, Alan. The Tiger Moth Story, Fourth Edition. Shrewsbury, UK: Airlife Publishing Ltd., 1991. ISBN 0-906393-19-1.
- Lumsden, Alec. British Piston Engines and their Aircraft. Marlborough, Wiltshire: Airlife Publishing, 2003. ISBN 1-85310-294-6.